# Barques phéniciennes de Mazarrón

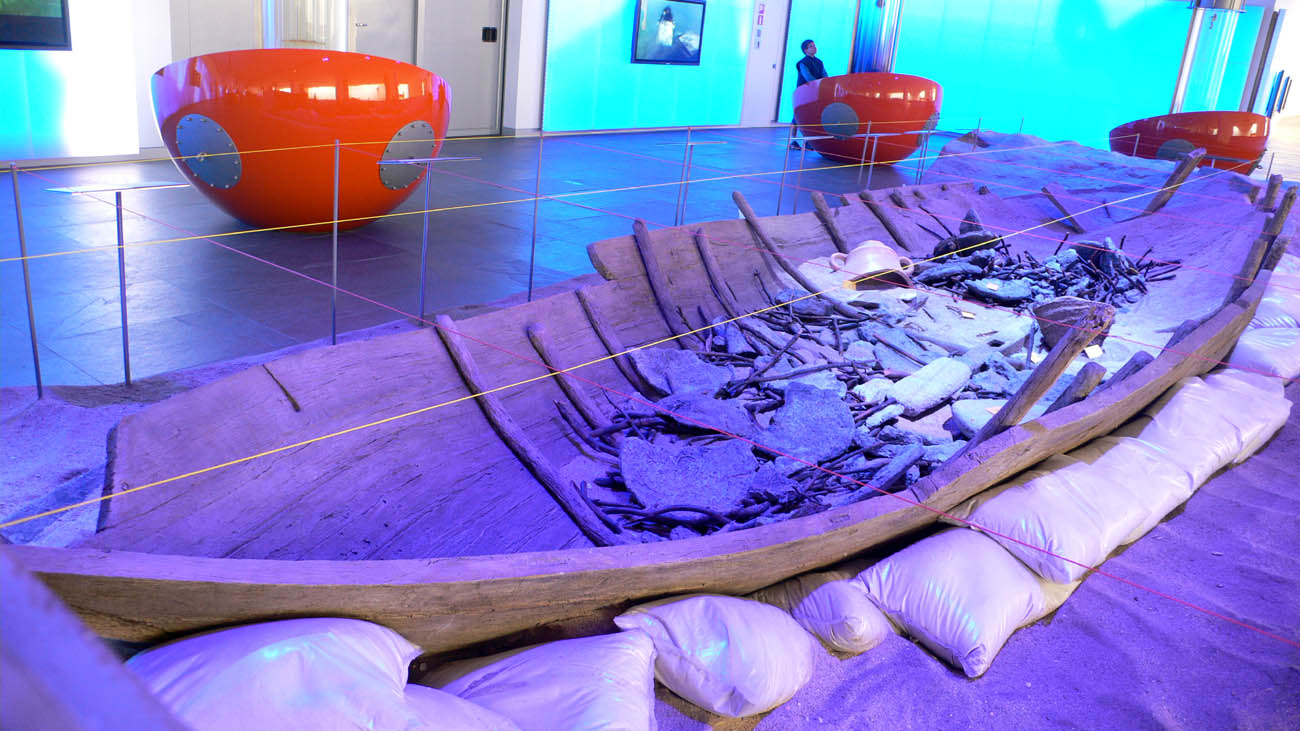
Reconstitution de la barque Mazarrón 2. Musée national d'archéologie sous-marine, Carthagène (Espagne).

Les barques phéniciennes de Mazarrón sont des vestiges archéologiques phéniciens datés du VIIIe siècle av. J.-C. et découverts au large de Mazarrón, en Espagne, région de Murcie. La première épave est découverte en 1980, la seconde en 1988.

## Mazarron 1
La première épave est mal conservée et écrasée.

## Mazarron 2
La seconde épave, qui avait conservé son ancre, est la mieux conservée et avait encore une cargaison de 2 120 kg de plomb en lingots.